# Springfield Splendor
"Springfield Splendor" (Esplendor de Springfield en Hispanoamérica y El esplendor de Springfield en España) es el segundo episodio de la vigésima novena temporada de la serie de animación televisiva "Los Simpson" y el episodio 620 de la serie en general. Se emitió en los Estados Unidos en Fox el 8 de octubre de 2017, y en Hispanoamérica el 13 de mayo de 2018. Este episodio está dedicado a la memoria de Tom Petty, quien apareció de invitado en "How I Spent My Strummer Vacation".

## Argumento
Después de que Lisa tiene un sueño recurrente que involucra los casilleros de la Primaria Springfield, Homer y Marge deciden buscar un terapeuta. Debido a que Homer ha usado todas sus sesiones de consejería cubiertas por el seguro por una estúpida razón, la llevan a ver a un psiquiatra en entrenamiento en el Instituto Comunitario de Springfield.
Allí, una estudiante de terapeuta sugiere que Lisa dibuje su día típico. En casa, Lisa está frustrada con sus malos dibujos, así que Marge la ayuda a dibujar mientras explica sus sentimientos. Lisa lleva los dibujos al instituto, pero los pierde en las escaleras. Kumiko, la infeliz esposa de Jeff Albertson (el Sujeto de las Historietas), los halla y los vende en el "Calabozo del Androide" como una novela gráfica llamada Niña Triste ("Sad Girl"). Lisa y Marge se quejan a Jeff y Kumiko. Pero cuando ven que la gente está comprando los libros, Lisa está feliz y evita que Kumiko los queme. En efecto, ella les sugiere que hagan una secuela.
En una convención, Roz Chast dirige una mesa redonda en la que participan Marge y Lisa junto con Alison Bechdel y Marjane Satrapi, pero el público elogia a Lisa y hiere los sentimientos de Marge al no querer escucharla hablar sobre su trabajo de dibujo. Cuando Marge le dice a Lisa que quiere más crédito, Lisa se pone a la defensiva y tienen una discusión.
En medio del desacuerdo, Homer les presenta a un extravagante director teatral llamado Guthrie Frenel, quien busca realizar un montaje basado en los libros. La obra desarrollada por Guthrie se enfoca en el trabajo artístico de Marge mientras que Lisa/Niña Triste se ve reducida a un rol simbólico (un láser). Lisa se molesta y habla con la terapeuta al respecto, obteniendo una analogía sobre la crianza de los hijos que se inspira en el hecho de que la terapeuta acaba de tener un bebé después de una aventura con su asesor de la facultad.
En el estreno de la obra de Frenel, Marge finalmente se da cuenta de que la obra es terrible y también un insulto para Lisa, y se siente mal por ello. Marge dibuja la cara de Lisa en un foco y la ilumina en el escenario, enfureciendo a Guthrie, lo que causa una reacción en cadena que arruina el espectáculo.
En el restaurante Sardi's de Springfield, Guthrie revisa las críticas del desastre mientras Bart dibuja bigotes en fotos de caricaturas.
Durante los créditos finales, Marge le presenta a Maggie su cómic "Las Aventuras de la Mamá de la Niña Triste". Marge sigue pensando que es bueno, pero Maggie está decepcionada.

## Recepción
Dennis Perkins de The A.V. Club dio al episodio una calificación "B+" afirmando, "El viaje de 'Springfield Splendor' tiene mucho a lo largo del camino para animar los ojos y los oídos del cansado espectador de Los Simpsons. La trama, en la que Lisa y Marge se unen para contar la miserable historia de vida de Lisa como una novela gráfica estilo American Splendor, permite un estilo visual fascinante en aquellas escenas en las que los lápices de Marge están animados para ilustrar su visión cómica. Acompañadas por una melancólica partitura de jazz (como en cualquier narrativa real de Lisa), estas secuencias tienen una vida propia que sugiere lo bien que el equipo madre-hija ha capturado lo que está sucediendo en la cabeza de Lisa cada maldito día en los pasillos de la Primaria Springfield. La encantadora y evocadora mezcla de lo interno y lo externo de las secuencias es impresionante sin ser llamativa, menos un truco que una expansión de las capacidades del show. Son súper."
"Springfield Splendor" obtuvo un rating de 2.2 puntos con un share de 8 y fue visto por 5.25 millones de personas, siendo el programa de la Fox de mayor audiencia de la noche.